# Clássico das Multidões (Recife)
Clássico das Multidões é como é conhecido o clássico de futebol brasileiro entre Santa Cruz Futebol Clube e Sport Club do Recife, os dois clubes mais populares da cidade do Recife, estado de Pernambuco.

## História
O primeiro Clássico das Multidões realizou-se em 6 de maio de 1916 e a vitória foi do Sport de 2 a 0 em jogo amistoso contra o Santa Cruz. No mesmo ano, a primeira final de estadual entre os dois clubes foi disputada e os rubro-negros venceram o tricolor, surgindo, naquele ano, a rivalidade. Sport e Santa Cruz já se enfrentaram 24 vezes na final de Campeonato Pernambucano.
- Os rubros-negros se sagraram campeões do Campeonato Pernambucano em  cima do rival Santa Cruz 12 vezes: 1916, 1917, 1920, 1949, 1953, 1962, 1980, 1996, 1999, 2000, 2003 e 2006.
- Já os tricolores se sagraram campeões do Campeonato Pernambucano em cima do rival Sport 12 vezes: 1940, 1957, 1969, 1971, 1973, 1986, 1987, 1990, 2011, 2012, 2013 e 2016.
- Ao longo da história, Sport e Santa Cruz se enfrentaram em 26 finais diretas nas decisões do Campeonato Pernambucano. O regulamento para a chegada à decisão variava, em alguns na primeira fase busca-se a classificação para o mata-mata entre os quatro/oito mais bem colocados ou entre os campeões do turno no Campeonato na era dos pontos corridos quando cada um dos dois clubes vencia um dos dois turnos do campeonato havendo a decisão do título entre os dois clubes em dois jogos: Além de três edições do campeonato na era no sistema de pontos corridos que Sport e Santa Cruz além de se enfrentarem em jogos de ida e volta fizeram a maior pontuação para vencer os dois turnos do campeonato sendo o campeão sem haver a decisão do título do campeonato entre os dois clubes.
- Sport possui 12 títulos do Campeonato Pernambucano em cima do rival Santa Cruz no regulamento primeira fase busca classificação para o mata-mata entre os quatro mais bem colocados ou no regulamento de pontos corridos que havia a decisão do título entre os campeões do turno quando cada um dos dois times vencia um dos dois turnos nos campeonatos de 1916, 1917, 1920, 1949, 1953, 1962, 1980, 1996, 1999, 2000, 2003 e 2006, além dos títulos no regulamento de pontos corridos do Campeonato que não houve decisão e o rival Santa Cruz ficou com o vice e o Sport com o título por vencer os dois turnos do Campeonato em 1938 e 1943.
- Santa Cruz possui 12 títulos do Campeonato Pernambucano em cima do rival Sport no regulamento primeira fase busca classificação para o mata-mata entre os quatro mais bem colocados ou no regulamento de pontos corridos que havia a decisão do título entre os campeões do turno quando cada um dos dois times vencia um dos dois turnos no Campeonato de 1940, 1957, 1969, 1971, 1973, 1986, 1987, 1990, 2011, 2012, 2013 e 2016, além dos títulos no regulamento de pontos corridos do Campeonato que não houve a decisão e o rival Sport ficou com o vice e o Santa Cruz com o título por vencer os dois turnos do Campeonato em 1972.
- As decisões de Campeonato Pernambucano entre Santa Cruz e Sport no qual a Cobra Coral saiu como campeão foram: duas vezes no Arruda (1990 e 2011) e nove vezes na Ilha do Retiro (1940, 1957, 1971, 1973, 1986, 1987, 2012, 2013 e 2016)
- Nas decisões de Campeonato Pernambucano entre Sport e Santa Cruz, a Cobra Coral conquistou o título duas vezes no Arruda (1990 e 2011) e nove vezes na Ilha do Retiro (1940, 1957, 1971, 1973, 1986, 1987, 2012, 2013 e 2016). Já o  Leão saiu como campeão em seis ocasiões na Ilha do Retiro (1962, 1996, 1999, 2000, 2003 e 2006) e uma vez no Arruda (1980).
- As decisões de Campeonato Pernambucano no British Club, Aflitos e Jaqueira, o Santa Cruz foi campeão em cima do rival Sport apenas uma vez, em 1969, e o Sport foi campeão em cima do rival Santa Cruz cinco vezes (1916, 1917, 1920, 1949, 1953).
- Estatísticas dos jogos entre Sport e Santa Cruz
- Sport e Santa Cruz já se enfrentaram em 572 jogos em todas as competições de futebol, sendo que a vantagem dos confrontos entre os dois times pertencente ao rubro-negro por ter vencido 238 jogos e o tricolor apenas 170 jogos vencidos, além de 164 empates entre os dois times. Esta diferença de 68 vitórias em confrontos diretos em favor do Sport representa a maior dentre os clássicos brasileiros.[1] O retrospecto do clássico no Século XXI apresenta mais equilíbrio, com o Leão levando uma vantagem de apenas 2 jogos: são 29 vitórias do Sport, contra 27 vitórias do Santa Cruz e 25 empates desde 2001.

## Confrontos em competições internacionais

### Copa Sul-Americana
| Data                 | Estádio          | Casa       | Visitante  | Placar | Gols (casa) | Gols (visitante) |
| -------------------- | ---------------- | ---------- | ---------- | ------ | ----------- | ---------------- |
| 24 de agosto de 2016 | Arena Pernambuco | Santa Cruz | Sport      | 0–0    |             |                  |
| 31 de agosto de 2016 | Arena Pernambuco | Sport      | Santa Cruz | 0–1    |             | Bruno Moraes 81' |

## Confrontos em competições nacionais

### Campeonato Brasileiro
Série A
| Data                   | Estádio        | Casa       | Visitante  | Placar | Gols (casa)                                                                         | Gols (visitante)                           |
| ---------------------- | -------------- | ---------- | ---------- | ------ | ----------------------------------------------------------------------------------- | ------------------------------------------ |
| 24 de outubro de 1971  | Ilha do Retiro | Sport      | Santa Cruz | 1–1    | Vanderlei 70'                                                                       | Ramon 66'                                  |
| 25 de novembro de 1973 | Arruda         | Santa Cruz | Sport      | 1–1    | Luciano 29'                                                                         | Odilon 65'                                 |
| 5 de junho de 1974     | Arruda         | Santa Cruz | Sport      | 0–3    |                                                                                     | Ditinho 27', Fumanchu 42', Rubem Salim 75' |
| 28 de setembro de 1975 | Arruda         | Santa Cruz | Sport      | 3–3    | Pedrinho 25', Fumanchu 34', Ramon 35'                                               | Dadá Maravilha 20', 26', Peres 42'         |
| 23 de novembro de 1975 | Arruda         | Sport      | Santa Cruz | 1–3    | Luciano 76'                                                                         | Carlos Alberto 19', Fumanchu 47', 64'      |
| 4 de setembro de 1976  | Arruda         | Sport      | Santa Cruz | 1–0    | Assis Paraíba 76'                                                                   |                                            |
| 6 de novembro de 1977  | Arruda         | Santa Cruz | Sport      | 1–1    | Fumanchu 75'                                                                        | Mauro Madureira 55'                        |
| 23 de abril de 1978    | Arruda         | Santa Cruz | Sport      | 1–0    | Betinho 35'                                                                         |                                            |
| 2 de julho de 1978     | Arruda         | Santa Cruz | Sport      | 3–0    | Joãozinho 6', Fumanchu 16', Nunes 80'                                               |                                            |
| 20 de outubro de 1979  | Arruda         | Santa Cruz | Sport      | 0–1    |                                                                                     | Denô 75'                                   |
| 4 de setembro de 1988  | Arruda         | Santa Cruz | Sport      | 0–1    |                                                                                     | Baiano 86'                                 |
| 4 de outubro de 2000   | Arruda         | Santa Cruz | Sport      | 0–3    |                                                                                     | Adriano 32', Leonardo 63', 80'             |
| 21 de outubro de 2001  | Ilha do Retiro | Sport      | Santa Cruz | 1–2    | Fabinho 22'                                                                         | Luizinho Vieira 47', Grafite 74'           |
| 1 de junho de 2016     | Arruda         | Santa Cruz | Sport      | 0–1    |                                                                                     | Edmilson 8'                                |
| 11 de setembro de 2016 | Ilha do Retiro | Sport      | Santa Cruz | 5–3    | Durval 51', Rodney Wallace 69', Ruiz 79', Vinícius Araújo 89', Everton Felipe 90+1' | Keno 6', João Paulo 49', Bruno Moraes 71'  |

Série B
| Data                   | Estádio        | Casa       | Visitante  | Placar | Gols (casa) | Gols (visitante) |
| ---------------------- | -------------- | ---------- | ---------- | ------ | ----------- | ---------------- |
| 8 de agosto de 1990    | Ilha do Retiro | Sport      | Santa Cruz | 1–1    |             |                  |
| 22 de setembro de 1990 | Arruda         | Santa Cruz | Sport      | 1–1    |             |                  |
| 14 de setembro de 2002 | Arruda         | Santa Cruz | Sport      | 1–0    |             |                  |
| 16 de agosto de 2003   | Ilha do Retiro | Sport      | Santa Cruz | 4–0    |             |                  |
| 7 de outubro de 2003   | Ilha do Retiro | Sport      | Santa Cruz | 3–1    |             |                  |
| 21 de outubro de 2003  | Arruda         | Santa Cruz | Sport      | 1–1    |             |                  |
| 8 de agosto de 2004    | Ilha do Retiro | Sport      | Santa Cruz | 0–1    |             |                  |
| 4 de junho de 2005     | Arruda         | Santa Cruz | Sport      | 0–0    |             |                  |

## Confrontos em competições regionais

### Torneio Norte-Nordeste
| Data                    | Estádio        | Casa       | Visitante  | Placar | Gols (casa) | Gols (visitante) |
| ----------------------- | -------------- | ---------- | ---------- | ------ | ----------- | ---------------- |
| 26 de fevereiro de 1967 | Arruda         | Santa Cruz | Sport      | 3–1    |             |                  |
| 15 de março de 1967     | Ilha do Retiro | Santa Cruz | Sport      | 2–3    |             |                  |
| 08 de dezembro de 1968  | Ilha do Retiro | Sport      | Santa Cruz | 2–1    |             |                  |
| 22 de dezembro de 1968  | Ilha do Retiro | Sport      | Santa Cruz | 4–1    |             |                  |

### Copa do Nordeste
| Data                    | Estádio          | Casa       | Visitante  | Placar | Gols (casa) | Gols (visitante) |
| ----------------------- | ---------------- | ---------- | ---------- | ------ | ----------- | ---------------- |
| 21 de fevereiro de 2001 | Arruda           | Santa Cruz | Sport      | 1–0    |             |                  |
| 03 de março de 2002     | Ilha do Retiro   | Sport      | Santa Cruz | 1–2    |             |                  |
| 12 de março de 2014     | Ilha do Retiro   | Sport      | Santa Cruz | 2–0    |             |                  |
| 19 de março de 2014     | Arruda           | Santa Cruz | Sport      | 1–2    |             |                  |
| 30 de abril de 2017     | Ilha do Retiro   | Sport      | Santa Cruz | 1–2    |             |                  |
| 03 de maio de 2017      | Arruda           | Santa Cruz | Sport      | 0–2    |             |                  |
| 7 de março de 2020      | Ilha do Retiro   | Sport      | Santa Cruz | 1–0    |             |                  |
| 31 de março de 2021     | Arruda           | Santa Cruz | Sport      | 1–2    |             |                  |
| 18 de março de 2023     | Arena Pernambuco | Sport      | Santa Cruz | 0–0    |             |                  |

## Confrontos em competições estaduais
- No Campeonato Pernambucano, Sport e Santa Cruz já se enfrentaram nessa competição 415 vezes, sendo que a vantagem dos confrontos é do time rubro-negro por ter vencido 174 jogos, e o tricolor apenas 122 jogos vencidos, além de 120 empates entre os dois times. Ao se levar em consideração os confrontos desde o início do Século XXI, ou seja, desde 2001, o confronto demonstra equilíbrio. Foram 61 jogos entre os dois times sendo: 20 vitórias do Santa Cruz, 20 vitórias do Sport e 21 empates. Sport e Santa Cruz, pela Copa Pernambuco, se enfrentaram 5 vezes, com vantagem tricolor nos confrontos, por ter vencido 2 jogos e o rubro-negro apenas 1 jogo vencido.

## Maiores sequências de jogos sem perder para o rival
Maiores séries invictas do Santa Cruz contra o Sport
- Santa Cruz, 7 Jogos sem perder para o Sport  (06.06.1994 ate 07.04.1996)
- Santa Cruz, 10 Jogos sem perder para o Sport (30.05.2001 ate 06.04.2003)
- Santa Cruz, 6 Jogos sem perder para o Sport  (08.08.2004 ate 05.04.2006)
- Santa Cruz, 5 Jogos sem perder para o Sport  (25.10.2010 ate 15.05.2011)
- Santa Cruz, 5 Jogos sem perder para o Sport  (06.05.2012 ate 06.03.2014)

Maiores séries invictas do Sport contra o Santa Cruz
- Sport, 15 jogos sem perder para o Santa Cruz (14.11.1962 ate 01.12.1965)
- Sport, 14 jogos sem perder para o Santa Cruz (01.05.1996 ate 16.05.1999)
- Sport, 10 jogos sem perder para o Santa Cruz (03.04.1921 ate 19.06.1927)
- Sport, 8 jogos sem perder para o Santa Cruz (14.03.2021 até 01.02.2025)

## Maiores públicos
- Partidas entre Sport e Santa Cruz disputadas no Estádio da Ilha do Retiro ou Estádio do Arruda, acima de 50.000 pagantes.

1. Santa Cruz 1–1 Sport, 76.682, 21 de fevereiro de 1999, Campeonato Pernambucano,  Arruda.
2. Santa Cruz 2–0 Sport, 74.280, 18 de julho de 1993, Campeonato Pernambucano, Arruda.
3. Santa Cruz 1–2 Sport, 72.635, 3 de maio de 1998, Campeonato Pernambucano, Arruda.
4. Santa Cruz 1–1 Sport, 71.197, 21 de fevereiro de 1999, Campeonato Pernambucano, Arruda.
5. Santa Cruz 0–1 Sport, 67.421, 20 de maio de 1990, Campeonato Pernambucano, Arruda.
6. Santa Cruz 0–0 Sport, 61.449, 11 de julho de 1993, Campeonato Pernambucano,  Arruda.
7. Santa Cruz 0–1 Sport, 58.860, 27 de maio de 1990, Campeonato Pernambucano, Arruda.
8. Santa Cruz 0–1 Sport, 54.798, 15 de maio de 2011, Campeonato Pernambucano, Arruda.
9. Santa Cruz 1–0 Sport, 54.742, 16 de maio de 1999, Campeonato Pernambucano, Arruda.
10. Santa Cruz 1–1 Sport, 54.510, 19 de maio de 1999, Campeonato Pernambucano, Arruda.
11. Santa Cruz 0–0 Sport, 51.192, 3 de dezembro de 1983, Campeonato Pernambucano, Arruda.
12. Santa Cruz 3–2 Sport, 50.126, 14 de maio de 2000, Campeonato Pernambucano, Arruda.
13. Sport 4–1 Santa Cruz, 50.106, 29 de março de 1998, Campeonato Pernambucano, Ilha do Retiro.

## Maiores goleadas
Maior goleada do Santa Cruz e do clássico
- Santa Cruz 7–0 Sport (Campeonato Pernambucano de 1934[2])

Maior goleada do Sport
- Sport 5–0 Santa Cruz (Campeonato Pernambucano de 1986[2])